# Afrique du Sud-Samoa en rugby à XV
Cet article retrace les confrontations entre l'équipe d'Afrique du Sud de rugby à XV et l'équipe des Samoa de rugby à XV. Les deux équipes se sont affrontées à neuf reprises dont cinq fois en Coupe du monde. Les Sud-Africains ont toujours remporté les rencontres.

## Confrontations
| No | Date              | Lieu                                                     | Match                               | Score   | Compétition                       |
| -- | ----------------- | -------------------------------------------------------- | ----------------------------------- | ------- | --------------------------------- |
| 1  | 13 avril 1995     | Ellis Park Stadium, Johannesburg Afrique du Sud          | Afrique du Sud – Samoa occidentales | 60 – 8  | Test match                        |
| 2  | 10 juin 1995      | Ellis Park Stadium, Johannesburg Afrique du Sud          | Afrique du Sud – Samoa occidentales | 42 – 14 | Coupe du monde (quart de finale)  |
| 3  | 6 juillet 2002    | Loftus Versfeld Stadium, Pretoria Afrique du Sud         | Afrique du Sud – Samoa              | 60 – 18 | Test match                        |
| 4  | 1er novembre 2003 | Suncorp Stadium, Brisbane Australie                      | Afrique du Sud – Samoa              | 60 – 10 | Coupe du monde (poule C)          |
| 5  | 9 juin 2007       | Ellis Park Stadium, Johannesburg Afrique du Sud          | Afrique du Sud – Samoa              | 35 – 8  | Test match                        |
| 6  | 9 septembre 2007  | Parc des Princes, Paris France                           | Afrique du Sud – Samoa              | 59 – 7  | Coupe du monde (poule A)          |
| 7  | 30 septembre 2011 | North Harbour Stadium, North Shore City Nouvelle-Zélande | Afrique du Sud – Samoa              | 13 – 5  | Coupe du monde (poule D)          |
| 8  | 22 juin 2013      | Loftus Versfeld Stadium, Pretoria Afrique du Sud         | Afrique du Sud – Samoa              | 56 – 23 | South African Quadrangular Series |
| 9  | 26 septembre 2015 | Villa Park, Birmingham Angleterre                        | Afrique du Sud – Samoa              | 46 – 6  | Coupe du monde (poule B)          |